# Retningsfysiologi
Retningsfysiologi är en vetenskap som studerar organismers, organs eller cellers reaktioner på intryck eller påverkan av fysikaliska, kemiska, termiska eller mekaniska faktorer som ljus, ljud, kemiska ämnen, tryck, värme och kyla.
Sinneorganens olika receptorer är inställda för var sitt retningsslag, ögats stavar t. ex. för ljus (elektromagnetiska vågrörelser) och öronsnäckans sinnesceller för ljud. För att en retning skall ge upphov till et svar hos nervsystemet måste en retningströskel överskridas, d. v. s. retningen måste ha en viss styrka och pågå under en viss tid.